# Chiesa dei Santi Pietro e Cesareo
La chiesa dei Santi Pietro e Cesaro è la parrocchiale di Guardea, in provincia di Terni e diocesi di Terni-Narni-Amelia; fa parte della forania di Amelia e Valle Teverina.

## Storia
Anticamente sull'area dove poi sarebbe sorta la parrocchiale vi era una cappella dedicata a santa Cecilia; a partire dal XVII secolo attorno ad essa andò formandosi il centro abitato, in seguito al trasferimento della popolazione dall'antico borgo sulla collina.
Agli inizi del XVIII secolo, dopo la demolizione della suddetta chiesetta, iniziarono i lavori di costruzione del nuovo luogo di culto; la parrocchiale, dedicata ai santi Pietro e Cesareo, fu portata a compimento nel 1732 e consacrata quattro anni dopo.
Nel 1997 la chiesa venne interessata all'adeguamento liturgico secondo le norme postconciliari, in occasione del quale si provvide a collocare nel presbiterio l'ambone e il nuovo altare rivolto verso l'assemblea.

## Descrizione

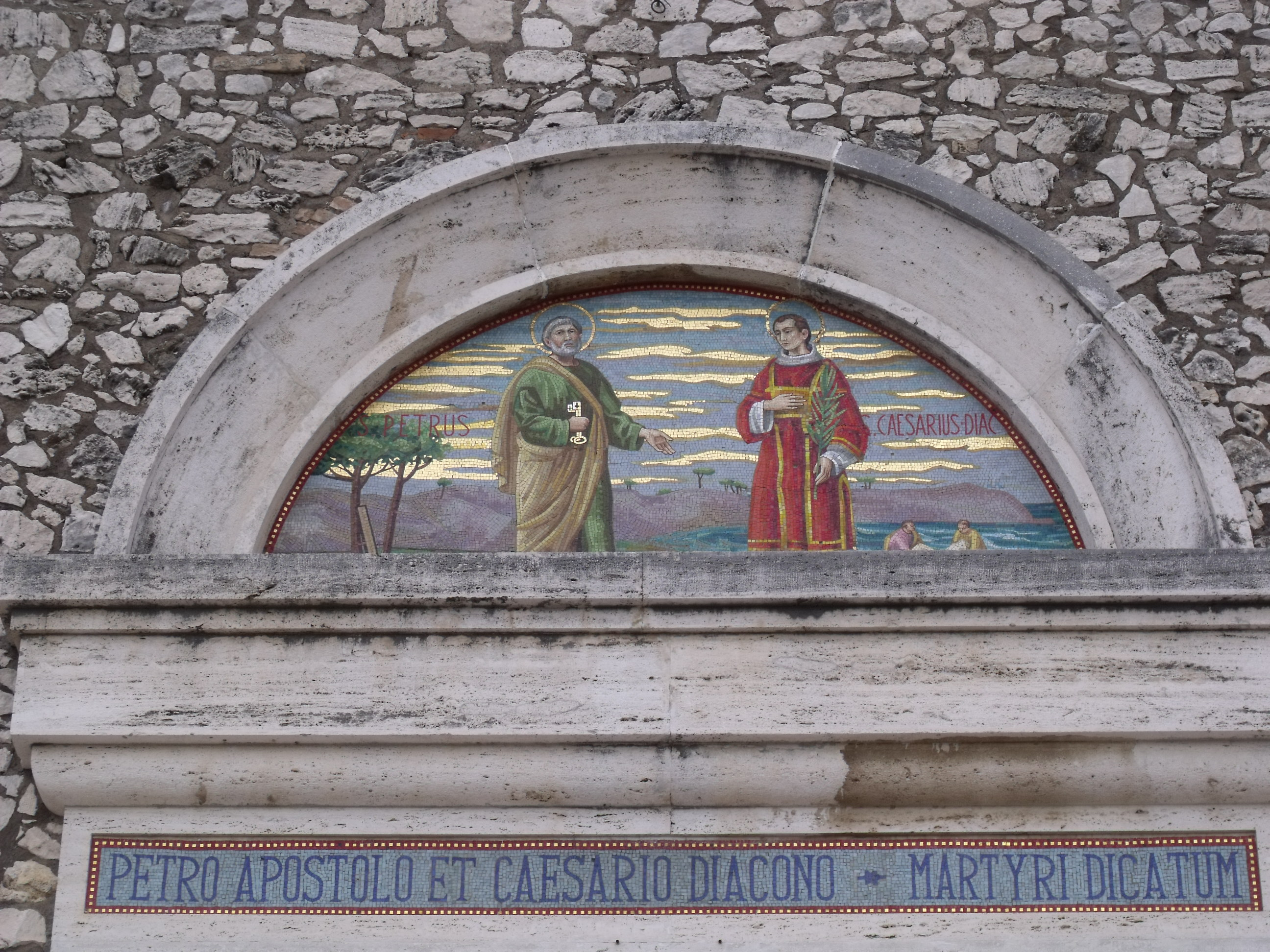
La lunetta sopra il portale d'ingresso

### Esterno
La facciata a salienti in pietra della chiesa, rivolta a sudest, si compone di tre corpi: quello centrale, più alto, presenta il portale d'ingresso, sormontato da una lunetta, e il rosone, mentre le due ali laterali sono caratterizzate da una finestrella ciascuna. Annesso alla parrocchiale è il campanile a base quadrata, la cui cella presenta su ogni lato una monofora ed è coperta dal tetto a quattro falde.

### Interno
L'interno dell'edificio si compone di un'unica navata, sulla quale si affacciano le sei cappelle laterali introdotte da archi a tutto sesto e le cui pareti sono scandite da lesene sorreggenti il cornicione aggettante sopra il quale si imposta la volta a botte lunettata; al termine dell'aula si sviluppa il presbiterio, rialzato di alcuni gradini e chiuso dall'abside quadrangolare.
Qui sono conservate diverse opere di pregio, tra le quali la pala dell'altare maggiore raffigurante l'Ultima Cena, dipinta a fine Cinquecento da un discepolo di Livio Agresti (copia dell'affresco a Roma, Chiesa del Gonfalone), mentre gli affreschi dell'abside sono stati dipinti nel XIX secolo presumibilmente dal toscano Andrea Galeotti. Nella seconda cappella a sinistra, la pala d'altare è Maria riceve l'annuncio dell'Angelo di Giacomo Zoboli. L'organo è stato costruito nel 1980 da Guido Pinchi.